# Championnat de Chypre de football 1980-1981
Navigation
Saison précédente Saison suivante
La saison 1980-1981 du Championnat de Chypre de football était la 43e édition officielle du championnat de première division à Chypre. Les quatorze meilleurs clubs du pays se retrouvent au sein d'une poule unique, la Cypriot First Division, où ils s'affrontent 2 fois, à domicile et à l'extérieur. En fin de saison, les 2 derniers du classement sont relégués et remplacés par le champion de D2 ainsi que son dauphin.
L'Omonia Nicosie remporte un nouveau titre de champion de Chypre, après avoir laissé le titre à l'APOEL Nicosie la saison dernière. Il s'agit de son 10e titre, le 7e en 8 saisons. L'Omonia devance l'APOEL de 2 points et le Pezoporikos Larnaca de 4 points et réussit également le doublé Coupe-championnat en battant l'EN Paralimni en finale de la Coupe de Chypre.

## Les 14 clubs participants
| - AEL Limassol - Olympiakos Nicosie - EPA Larnaca - Nea Salamina Famagouste - Promu de D2 - Omonia Nicosie - APOEL Nicosie - Alki Larnaca | - Pezoporikos Larnaca - Anorthosis Famagouste - Keravnos Strovolos - Apollon Limassol - EN Paralimni - Aris Limassol - Omonia Aradippou |

## Compétition

### Classement
Le barème utilisé pour établir le classement est le suivant :
- Victoire : 2 points
- Match nul : 1 point
- Défaite : 0 point

| Rang | Équipe                | Pts | J  | G  | N  | P  | Bp | Bc | Diff |
| ---- | --------------------- | --- | -- | -- | -- | -- | -- | -- | ---- |
| 1    | Omonia Nicosie C      | 38  | 26 | 16 | 6  | 4  | 56 | 21 | +35  |
| 2    | APOEL Nicosie T       | 36  | 26 | 13 | 10 | 3  | 41 | 16 | +25  |
| 3    | Pezoporikos Larnaca   | 34  | 26 | 14 | 6  | 6  | 45 | 33 | +12  |
| 4    | EN Paralimni          | 32  | 26 | 11 | 10 | 5  | 32 | 21 | +11  |
| 5    | Anorthosis Famagouste | 27  | 26 | 9  | 9  | 8  | 37 | 34 | +3   |
| 6    | Apollon Limassol      | 26  | 26 | 10 | 6  | 10 | 32 | 32 | 0    |
| 7    | Nea Salamina P        | 24  | 26 | 8  | 8  | 10 | 29 | 32 | -3   |
| 8    | Omonia Aradippou      | 23  | 26 | 7  | 9  | 10 | 30 | 41 | -11  |
| 9    | Keravnos Strovolos    | 23  | 26 | 8  | 7  | 11 | 27 | 41 | -14  |
| 10   | EPA Larnaca           | 21  | 26 | 6  | 9  | 11 | 25 | 27 | -2   |
| 11   | Olympiakos Nicosie    | 21  | 26 | 7  | 7  | 12 | 23 | 30 | -7   |
| 12   | AEL Limassol          | 21  | 26 | 7  | 7  | 12 | 19 | 30 | -11  |
| 13   | Alki Larnaca          | 21  | 26 | 7  | 7  | 12 | 25 | 40 | -15  |
| 14   | Aris Limassol         | 17  | 26 | 7  | 3  | 16 | 29 | 52 | -23  |

|  | Qualification pour la Coupe des clubs champions 1981-1982                              |
|  | Qualification pour la Coupe des Coupes 1981-1982                                       |
|  | Qualification pour la Coupe UEFA 1981-1982                                             |
|  | Relégation directe en deuxième division                                                |
|  | T : Tenant du titre C : Vainqueur de la Coupe de Chypre P : Promu de deuxième division |

## Bilan de la saison
| Championnat de Chypre de football 1980-1981 |                             |
| Champion                                    | Omonia Nicosie (10e titre)  |
| Coupes et trophées                          |                             |
| Vainqueur de la Coupe de Chypre 1980-1981   | Omonia Nicosie              |
| Qualifications continentales                |                             |
| Coupe des clubs champions 1981-1982         | Omonia Nicosie              |
| Coupe des Coupes 1981-1982                  | EN Paralimni                |
| Coupe UEFA 1981-1982                        | APOEL Nicosie               |
| Promotions et relégations                   |                             |
| Promus en Cypriot First Division            | Evagoras Paphos APOP Paphos |
| Relégués en Cypriot Second Division         | Alki Larnaca Aris Limassol  |